# Oreovac (Pantelej)
Pour les articles homonymes, voir Oreovac.
Oreovac (en serbe cyrillique : Ореовац) est un village de Serbie situé dans la municipalité de Pantelej et sur le territoire de la ville de Niš, district de Nišava. Au recensement de 2011, il comptait 294 habitants.

## Démographie
| 1948 | 1953 | 1961 | 1971 | 1981 | 1991 | 2002 | 2011 |
| ---- | ---- | ---- | ---- | ---- | ---- | ---- | ---- |
| 736  | 745  | 739  | 622  | 514  | 449  | 370  | 294  |

|  |